# Templo de Ciudad Juárez
El Templo de Ciudad Juárez es uno de los templos construidos y operados por la Iglesia de Jesucristo de los Santos de los Últimos Días, el número 71 construido por la iglesia y el segundo del estado de Chihuahua, ubicado en Ciudad Juárez. El templo de Ciudad Juárez fue construido de mármol blanco con un solo pináculo: tiene un total de 990 metros cuadrados de construcción, contando con dos salones para las ordenanzas SUD y dos salones de sellamientos matrimoniales.
El templo de Ciudad Juárez es utilizado por más de 36 000 miembros repartidos en 10 estacas afiliadas a la iglesia en los alrededores de Ciudad Juárez tanto a uno como a otro lado de la frontera.

## Historia
El primer misionero restauracionista a Ciudad Juárez, conocido en ese entonces como El Paso del Norte, llegó del territorio de Utah en 1876. Este esfuerzo proselitista no progresó por esfuerzos de un sacerdote local quien denunció al misionero y sus acompañantes. Jones, el misionero, y su hijo, permanecieron en la ciudad e instaló una talabartería ganando el respeto en la comunidad por su oficio. Incluso hizo dos sillas de montar para el sacerdote local que detuvo sus esfuerzos religiosos. Jones y otros fieles tuvieron cierto éxito en ciudades al sur antes de regresar a Utah. Al pasar la década, Ciudad Juárez se convirtió en el punto de cruce preferido por los colonos mormones que colonizaban los alrededores de la región. Algunos devotos permanecían en Ciudad Juárez especialmente en los años 1890. 
La primera congregación se estableció en El Paso (Texas) en 1909 a la que asistían los miembros que vivían en Ciudad Juárez. La revolución mexicana prohibió el proselitismo por ciudadanos extranjeros lo que enlentenció el crecimiento de la iglesia y el paso de miembros a El Paso. Las reuniones empezaron a ocurrir en la casa de los miembros durante los años 1930. Los conflictos mundiales y la Segunda Guerra Mundial mantuvieron el crecimiento y liderazgo de Ciudad Juárez en manos de los locales con poca intervensión de Salt Lake City. La primera capilla SUD fue construida en 1955 en la calle Paraguay con recursos locales y presidida por las autoridades locales. Es en ese mismo terreno donde se encuentra hoy el templo SUD de Ciudad Juárez.
La primera autoridad general, Spencer W. Kimball, miembro del cuórum de los Doce Apóstoles de la iglesia, llegó a Ciudad Juárez en 1956. En 1960 la iglesia construyó la escuela Benito Juárez a un costado de su capilla. Con el crecimiento de la iglesia, se inauguró la primera estaca en Ciudad Juárez y de los procesos usados en la comunidad para establecer sus congregaciones se estableció en la iglesia un programa para la construcción de capillas de menor tamaño como lo hicieron los fieles de Ciudad Juárez bajo la dirección de Richard G. Scott.

## Construcción
En abril de 1998 la iglesia anunció la construcción de nuevos templos de menores proporciones alrededor del mundo. La Primera Presidencia de la iglesia SUD anunció el 7 de mayo de 1998 los planes de construir un segundo templo en Chihuahua. Para el momento de su anuncio, el templo de Ciudad Juárez se hubiera convertido en el tercer templo de México. El templo de Ciudad Juárez fue el templo número 16 construido con estas especificaciones de menores proporciones con el fin de completar la meta de tener construidos 100 templos alrededor del mundo para fines del año 2000. La ceremonia de la primera palada tuvo lugar al año siguiente del anuncio oficial, el 9 de enero de 1999, presidida por las autoridades de área del norte de México y con la asistencia de unos 1700 fieles de ambos lados de la frontera entre Estados Unidos y México. Ese mismo día se realizó la ceremonia de la primera palada para el templo de Villahermosa.

## Dedicación
El templo SUD de Ciudad Juárez fue dedicado para sus actividades eclesiásticas en seis sesiones, el 26 y 27 de febrero de 2000, por el entonces presidente de la iglesia SUD Gordon B. Hinckley. Hinckley ofició en la primera sesión dedicatoria dejando a cargo a Thomas S. Monson de las sesiones subsiguientes mientras que Hinckley se dirigió al día siguiente al estado de Sonora para la dedicación del templo de Hermosillo. Con anterioridad a ello, del 3 al 21 de abril de ese mismo año, la iglesia permitió un recorrido público de las instalaciones y del interior del templo al que asistieron más de 25.000 visitantes, tanto de Ciudad Juárez como de su vecina ciudad de El Paso, Texas. Unos 8.000 miembros de la Iglesia asistieron a la ceremonia de dedicación, que incluye una oración dedicatoria.
Al templo, por su cercanía a las comunidades, también asisten miembros provenientes de Chihuahua, Delicias, Parral y El Paso, Texas.